# Белаунде Терри, Фернандо
Ферна́ндо Белау́нде Те́рри (исп. Fernando Belaúnde Terry; 7 октября 1912 — 4 июня 2002) — перуанский политик, дважды в 1963—1968 и 1980—1985 годах занимал пост президента Перу.

## Биография
Фернандо Белаунде родился в Лиме в семье потомков испанских аристократов. Сын премьер-министра Рафаэля Белаунде, внук министра финансов Мариано Белаунде, племянник министра иностранных дел Виктора Андреса Белаунде.
Во время правления диктатора Аугусто Легии его семья подверглась репрессиям и сильному давлению со стороны властей из-за их оппозиции по отношению к диктатору. Они были вынуждены выехать во Францию в 1924 году, где Фернандо Белаунде получил среднее и начальное университетское образование. С 1930 по 1935 год Белаунде изучал архитектуру в США. Сначала он посещал университет в Майами, где преподавал его отец, в 1935 году получил учёную степень в Остинском университете. После обучения он уехал в Мексику, и до своего возвращения в Перу в 1936 году работал архитектором. В Перу он начал профессиональную карьеру, проектировал частные дома, в 1937 году основал журнал Arquitecto Peruano («Перуанский архитектор»). Позже Белаунде вступил в Ассоциацию архитекторов Перу и Институт урбанизма Перу.
Вскоре Белаунде стал правительственным консультантом по проблеме жилищного строительства и начал преподавать архитектуру в Лиме. Позже он стал деканом отдела гражданского строительства и архитектуры.

## Политическая карьера
Политическую карьеру Белаунде начал в 1944 году как один из создателей партии «Национальный демократический фронт», которая успешно привела к власти Хосе Бустаманте в 1945 году. С 1945 года он заседал в перуанском парламенте до переворота, организованного Мануэлем Одриа в 1948 году.
В 1956 году Белаунде баллотировался на пост президента, но диктатором был поддержан Мануэль Прадо, который и победил на выборах. Белаунде опять оказался в оппозиции, и основал новую партию «Народное Действие», логотипом которой стала лопата, помещённая в цвета флага Перу, символизируя тем самым его профессию архитектора. Во время президентства Прадо Белаунде проводил активную политику против правительства, совершил множество поездок по стране для поддержки своей партии.

## 1962 и 1963
В 1962 году Белаунде вновь баллотировался на пост президента, на этот раз от своей партии Народное Действие, но он занял второе место после Виктора Рауля Айя де ла Торре от партии АПРА. Но несмотря на первое место Виктора Рауля Айя де ла Торре, он не набрал необходимой трети голосов для победы и будущего президента по конституции должен был определить Конгресс. Де ла Торре вступил в союз с Мануэлем Одриа, по договору между ними партии АПРА и Национальный союз одристов должны были проголосовать за Одриа, но этим планам не суждено было сбыться поскольку за десять дней до окончания президентского срока Мануэля Прадо и прихода нового президента перуанские военные во главе с Рикардо Перес Годоем совершили переворот, свергли президента и захватили власть.
Страной стала править военная хунта, после очередного переворота и смещения Рикардо Переса Годоя с поста главы правительственной хунты Николасом Линдлеем были проведены свободные выборы, на которых победил Белаунде всего с пятипроцентным перевесом над ближайшим соперником.

## Первое президентство
Президентство Белаунде считают довольно успешным, одной из важных его заслуг считают строительство важного шоссе от города Чиклайо к Тихоокеанскому побережью, связавшее важнейшие отдалённые районы страны с центром.
Во время его президентства был осуществлен ряд ирригационных проектов, а также построено несколько гидроэлектростанций.
В августе 1968 года администрация Белаунде заявила об урегулировании давнего спора с компанией «Стандарт Ойл оф Нью-Джерси» (сейчас бренд принадлежит ExxonMobil). Но у перуанской общественности вызвал гнев факт выплаты компании компенсации, что вынудило правительство уйти в отставку. Причиной еще большего гнева стала пропавшая страница договора с компанией, в которой содержалось обещание выплат — особенно, когда страница с подписью Белаунде была найдена и показана по телевидению. Несколько дней спустя Белаунде был отстранён от власти в результате военного переворота.

## Изгнание
После переворота следующие десять лет Белаунде провёл в Соединённых Штатах, преподавая в Гарварде и других университетах. В Перу тем временем властвовал генерал Веласко; установленный им режим довёл экономику страны до глубокой депрессии, и он был свергнут в 1975 году. Новая военная администрация свернула левые реформы прежнего режима и в 1980 году провела президентские выборы для восстановления конституционного права. Белаунде победил на выборах, набрав 45 процентов голосов в соперничестве с ещё пятнадцатью кандидатами.

## Второе президентство
Одним из первых действий Белаунде после второго пришествия во власть было возвращения отнятых военными издательств газет их законным владельцам, таким образом свобода слова была восстановлена в стране и ещё раз сыграла определяющую роль в политике Перу.
Старался исправить последствия аграрной реформы, проведённой Веласко, и полностью изменил политику по отношению к США, начав активное сотрудничество с этой страной в военной и гражданской сфере.
После начала Фолклендской войны между Аргентиной и Великобританией Перу выступило с заявлением о полной поддержке Аргентины, направив на помощь несколько истребителей перуанских ВВС, а также несколько медицинских бригад и другие ресурсы. Правительство Белаунде предложило посреднические услуги для урегулирования военного конфликта, но Великобритания отвергла эту инициативу. После объявления Чили поддержки Великобритании Белаунде призвал страны Латинской Америки к единству.
Во внутренней политике Белаунде старался завершить все проекты, начатые в первое президентство, такие как строительство дорог и ирригационные проекты.
С самого начала своего президентского срока Белаунде столкнулся со значительными экономическими трудностями и высокой инфляцией, что приводило к большому недовольству населения. Он также столкнулся с ростом подпольных террористических организаций, расцвётших во время военной диктатуры и всё больше увеличивавших своё влияние.
Экономические трудности, появившиеся во время военной диктатуры, увеличивались повысившейся активностью Эль-Ниньо в 1982-1983 годах, которая вызвала наводнения в одних районах страны и засуху в других, а также опустошила рыбные запасы, одну из главных статей экспорта Перу, у берегов страны.

## После президентства
Во время выборов 1985 года в федеральные органы власти партия Белаунде Народное Действие проиграла партии АПРА во главе с Аланом Гарсиа. Белаунде продолжил служить стране заседая в Сенате как «Senador Vitalicio» (пост установленный по конституции 1979 года для бывших президентов, норма эта была отменена в 1993 году новой конституцией).
Фернандо Белаунде умер в Лиме в 2002 году в возрасте 89 лет. Государственные похороны, устроенные для Белаунде, были самыми торжественными из когда-либо проводившихся для бывших президентов. Тысячи людей вышли на улицы, чтобы отдать дань памяти очень уважаемому человеку в стране, считающемуся отцом современной демократии Перу.